# 蔡斯盐

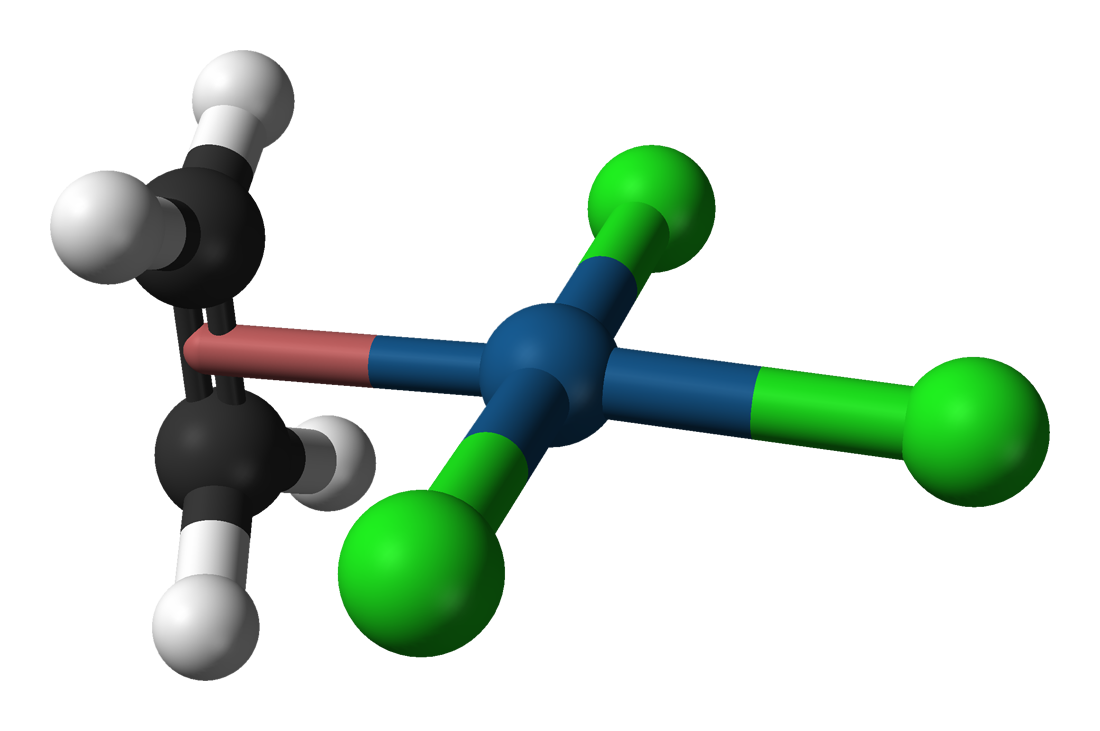
蔡斯鹽的陰離子

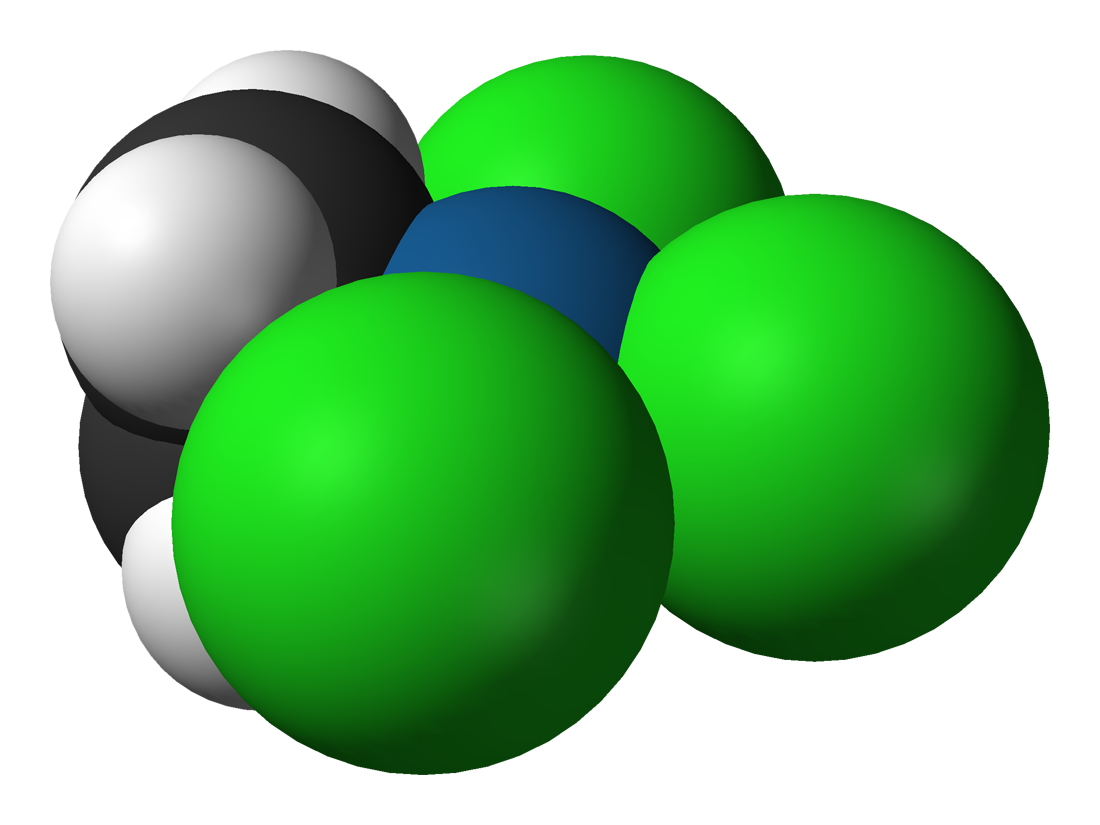
[PtCl_{3}(η^{2}-C_{2}H_{4})]^{−}

蔡斯鹽（或稱作蔡氏鹽、Zeise鹽）為一黃色、在空氣中穩定的配合物，其化學式為K[PtCl3(C2H4)]。蔡斯鹽的陰離子中包含一個η2 的乙烯配體（哈普托數為2，表示乙烯有二個原子參與配位），是以鉑原子為中心的平面正方形結構。此配合物一般是用K2[PtCl4]和乙烯製備，催化劑為氯化亞錫。一般販售的蔡斯鹽均為其水合物。
在蔡斯鹽中，乙烯配體是利用π鍵的2個電子參與鍵結，是反饋π鍵典型的例子。

## 歷史
蔡斯鹽是最早有記載的有機金屬化合物之一，也是最早發現的烯烴配合物。蔡氏鹽的發現者是哥本哈根大學的教授 William Christopher Zeise，他在1827年時將 PtCl4放入沸騰的乙醇中，蒸發反應液，并用氯化鉀溶液處理生成的固體，發現了此化合物，並假設此化合物中含有乙烯。當時很有影響力的化學家尤斯圖斯·馮·李比希常批評 Zeise 的理論，認為乙烯在制得的蔡斯鹽（一水合物）中是以乙氧基存在的。不過 1868 年 Birnbaum 利用乙烯製備了蔡斯鹽，Zeise 的理論才獲得了有力的支持。
19世紀的後期，許多化學家在研究蔡斯鹽，不過都無法對其分子結構有合理的解釋。一直到1969年用X射線散射的方式，才確定了蔡氏鹽結構。
蔡斯鹽的發現及結構的確定帶動了許多有機金屬化學領域的研究，也開啟了化學的一個新領域－哈普托數（Hapticity）。Dewar-Chatt-Duncanson 模型是現在解釋乙烯的雙鍵如何和鉑金屬配位時廣泛接受的一個模型。它認為，烯烴充滿電子的π成鍵分子軌道將電子配入Pt的dsp2雜化軌道（或對稱性一致的空d軌道），同時，Pt的另一個充滿電子的d軌道與乙烯的空π*反鍵分子軌道對稱性匹配，該d軌道將電子反饋給乙烯分子，形成d-pπ*反饋鍵。該反饋π鍵削弱了C-C鍵作用，使鍵長伸长，鍵級也減小，振動頻率降低，乙烯分子被活化。事實上，目前對於π鍵在Pt-乙烯相互作用中的重要性仍有不同看法。中子衍射方法測得的蔡斯鹽中的C-C鍵鍵長為137.5pm，只比自由乙烯中的C-C鍵鍵長134pm略長，表明反饋π鍵的程度相當小。

## 相關化合物
- 蔡斯鹽的二聚絡合物 [(η2-C2H4)PtCl2]2，由二個蔡斯鹽分子聚合，脫去其中的 KCl。

- 眾多通式為 [Pt(二烯烴)X2] 的配合物，比如1,5-環辛二烯二氯化鉑，由二氯化鉑及環辛二烯所合成，也是常見的鉑(II)-烯類配合物。

目前也已合成其他的乙烯配合物。如乙烯雙(三苯基膦)合鉑(0)，[(C6H5)3P]2Pt(H2C=CH2)，其中鉑是三配位，而其氧化數為 0（蔡氏鹽是鉑(II)的衍生物）。

## 結構
在蔡斯鹽及其他相關的化合物中，乙烯繞著鉑和乙烯的配位鍵旋轉的活化能很小。對勢壘高度的分析指出大部份金屬和烯類之間 π 鍵鍵結比 σ 鍵鍵結要弱。不過針對蔡斯鹽的陰離子，由於乙烯的對稱性，無法用核磁共振的方法分析其旋轉勢壘。不過在對稱性較低的乙烯配合物中，例如CpRh(C2H4)2，可針對金屬-乙烯鍵的旋轉勢壘進行分析。